# Подгорное (Хабаровский край)
Подго́рное — село в Николаевском районе Хабаровского края. Входит в состав Константиновского сельского поселения.

## География
Расположено на правом берегу реки Амур, недалеко от её устья.
Село находится в 3 км от с. Константиновка и 5 км от Николаевска-на-Амуре. Село образовано в середине 1930-х годов, на месте стройки судоремонтного завода и до середины 1980-х годов было центром Подгорненского (с 1985 — Константиновского) сельсовета.
Подгорное является одним из конечных пунктов паромной переправы автодороги Николаевск-на-Амуре — Селихино, связывающей районный центр с краевым центром.

## История
В 1961 году указом Президиума Верховного Совета РСФСР населенный пункт Горбаза № 1 переименован в село Подгорное.

## Население
| 1992 | 2002 | 2010 | 2011 | 2012 | 2021 |
| ---- | ---- | ---- | ---- | ---- | ---- |
| 76   | ↘21  | ↘16  | →16  | ↗17  | ↘5   |